# Abastoumani
Pour l’article homonyme, voir (1390) Abastumani.
Abastoumani (აბასთუმანი en géorgien) est un village (un daba) et une station thermale situé dans le Petit Caucase, en Géorgie méridionale, à une hauteur de 1 250 m. Les sources thermales, entre 39 et 48 °C, sont utilisées pour le traitement de la tuberculose.

## Source
- (de) « Abastumani », dans Meyers Taschenlexikon, vol. 1, Mannheim, Bibliographischen Institut & F. A. Brockhaus, 1987, p. 13.